# Open 13 2006
L'Open 13 2006 è stato un torneo di tennis giocato sul cemento indoor.
È stata la 14ª edizione dell'Open 13,che fa parte della categoria International Series nell'ambito dell'ATP Tour 2006.
Si è giocato al Palais des Sports di Marsiglia in Francia,
dal 13 al 20 febbraio 2006.

## Campioni

### Singolare
Arnaud Clément ha battuto in finale  Mario Ančić con il punteggio di 6–4, 6–2.

### Doppio
Martin Damm /  Radek Štěpánek hanno battuto in finale  Mark Knowles /  Daniel Nestor con il punteggio di 6–2, 6(4)–7, [10–3]. (Match Tie-Break)